# Нюренберг, Натан Исаакович
Натан Исаакович Нюренберг (13.02.1897 — 15.03.1938) — советский инженер-технолог, специалист в области переработки нефти, один из первых кавалеров ордена Ленина. Член РКП(б) с 1919 г. (до этого состоял в Бунде).
Родился в Бердичеве в семье торговца. Образование высшее.
В 1923—1924 гг. — помощник мастера на Московском газовом заводе. В 1924 г. — управляющий Рыбинским ацетоновым заводом.
С 1 января 1925 г. в тресте «Грознефть»:
- дежурный инженер 1-го государственного керосинного завода,
- помощник заведующего нефтеперегонных заводов БОП (безостановочной перегонки),
- управляющий 8-м нефтеперегонным заводом (г. Петровск-порт (Махачкала),
- заместитель управляющего, директор 3-го нефтеперегонного завода.

В 1929—1930 гг. в 6-месячной командировке в США для изучения нефтеперерабатывающей промышленности. В 1930—1935 гг. — директор Заводского управления треста «Грознефть».
В 1930 г. — член секции химии и переработки нефти Научно-технического совета нефтяной промышленности.
В 1931 г. награждён орденом Ленина за досрочное выполнение 1-й пятилетки.
С 1935 г. — главный инженер и заместитель управляющего трестом «Грознефтезаводы», в том же году вновь командирован в США.
С 1927 г. руководил курсами повышения квалификации заводских работников, преподавал технологию нефти, с 1929 г. читал лекции «Техника безопасности в нефтяной промышленности» в Грозненском нефтяном институте, доцент, с 1934 г. — заведующий кафедрой переработки нефти. Член редколлегии журнала «Грозненский нефтяник».
С 22 ноября 1936 г. — главный инженер и заместитель управляющего трестом «Авиатоп» (Москва).
Арестован НКВД 2 февраля 1937 г., обвинён во вредительстве и 15 марта 1938 г. приговорен к высшей мере наказания, в тот же день расстрелян.
Реабилитирован в 1957 г.